# Ian Read
Ian Read (* 1953 in Forfar, Schottland) ist ein britischer Manager.

## Leben
Read wurde in Schottland geboren, wuchs aber in Rhodesien (heute Simbabwe) auf.
Read studierte am Imperial College London in London Chemie. Nach seinem Studium begann er 1978 beim US-amerikanischen Unternehmen Pfizer zu arbeiten. Viele Jahre war er für Pfizer in Lateinamerika tätig. Als Nachfolger von Jeffrey Kindler wurde Read 2010 Präsident und CEO des US-amerikanischen Unternehmens Pfizer, 2019 wechselte er als Chairman in den Aufsichtsrat.